# Spolek Vlčí máky
Spolek Vlčí máky je nezisková organizace, která se zaměřuje na pomoc novodobým válečným veteránům a dalším lidem, kteří sloužili v oblastech konfliktu nebo rizika jakou jsou policisti (i obecní), hasiči (i dobrovolní), celníci, členové vězeňské a justiční stráže či zdravotní záchranáři.
Spolek se specializuje na poskytování psychologické, sociální, právní a finanční pomoci a podporuje při hledání civilního zaměstnání. Věnuje se osvětové činnosti o problematice novodobých válečných veteránů.
Spolek používá ve svém názvu a logu vlčí mák jako mezinárodní symbol válečných veteránů, který odkazuje na květinu rostoucí        na bojištích první světové války.

## Členství

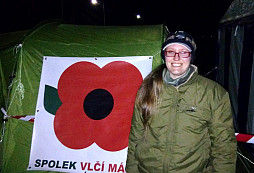
Předsedkyně a zakladatelka Spolku Vlčí máky Miroslava Pašková.

Předsedkyní je Miroslava Pašková, která spolu s Terezou Žáčkovou Motalovou Spolek Vlčí máky 3. června 2014 založila.
Spolek sdružuje kvalifikované a morálně motivované osoby, kteří pomoc realizují. Stát se členem může fyzická osoba starší 15 let a trestně bezúhonná. Členství ve spolku není zpoplatněno a je dobrovolné.

## Činnost
- výzkumná, analytická a metodická činnost ve prospěch řešení veřejně-sociálních problémů a patologických jevů týkajících se těch, kdo zasvětili život službě vlasti a společnosti, za účelem podpory a spolupráce vůči dalším obdobně zaměřeným nestátním organizacím, jakož i organizacím státní správy a samosprávy,
- informační, zpravodajská, vzdělávací, osvětová a propagační
- pořádání společenských, kulturních, sportovních, poznávacích a rekreačních akcí
- provozování a zprostředkování služeb poradenských a výpomocných (zejména psychologických, právních, sociálních, ekonomických/finančních/dluhových, personálních/rekvalifikačních a pečovatelského charakteru jako doprovod při úředních jednáních, při návštěvách u lékaře, při nákupech apod.)
- výroba, nákup a prodej či bezplatná distribuce produktů a materiálů zaměřených na podporu těch, kdo zasvětili život službě vlasti a společnosti, přičemž má-li spolek z těchto aktivit zisk, slouží k rozvoji a naplnění cílů spolku.

## Financování
Běžné provozní náklady jsou financovány zejména z prodeje předmětů s veteránskou symbolikou vlčího máku na   e-shopu spolku nebo přímým prodejem na akcích. Dalším zdrojem prostředků jsou dary fyzických a právnických osob a dobrovolné členské příspěvky. Pro osvětové projekty se získávají prostředky z grantů. Spolek zřizuje transparentní účet u peněžního ústavu.

## Programy
Army Help & Army Help Restart
- Analýza situaci klienta a stanovení priorit
- Psychická bezplatná podpora osobním koučem (telefonicky, osobně), popř. psychologem
- Právní poradenství
- Financování účelných výdajů klienta ke zlepšení zdravotního stavu, sociálního zázemí, nalezení pracovního uplatnění
- Ve verzi Restart zprostředkuje spolek klientovi nové zaměstnání, hradí ubytování, dojíždění a stravu do první řádné výplaty (obvykle 6 až 8 týdnů).

### Army Friendly slevy a benefity
- Cílem není sleva sama o sobě, ale vyjádření poděkování, veřejné přihlášení se k významu armády a dalších bezpečnostních složek pro společnost.
- Poskytnuté slevy se týkají zboží i služeb a obvykle se pohybují v rozmezí 10-20 % (výši určuje firma).
- Vždy platí pro válečné veterány a podle přání firmy pro další skupiny (obvykle celý IZS až po Horskou službu).
- Zcela unikátní je svým rozsahem soubor slev na ubytování, stravování a aktivity v horském letovisku Železné Ruda.
- Firmy přihlášené v programu Army Friendly: Aligator, Tactical Pro, Opel, Tchibo, Husky, Thortac aj.

### Dopisárna
- Anonymní dlouhodobé dopisování s dopisovatelem reprezentujícím Spolek Vlčí máky (e-maily nebo dopisy).
- Dopisárna slouží jako alternativní psychická podpora (nenahrazuje odbornou lékařskou pomoc) pro válečné veterány/veteránky, vojáky/vojákyně a jejich rodinné příslušníky. Je zachováno tajemství korespondence.
- Neslouží jako seznamka.

Knihovna Martina Marcina

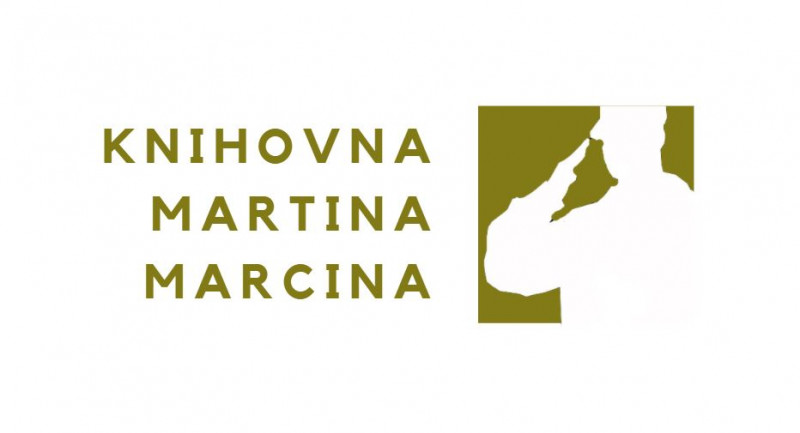
Knihovna Martina Marcina.

- Unikátní sbírka vojenské, historické a dobrodružné literatury.
- Základem sbírky jsou knihy z pozůstalosti Martina Marcina, který padl během služby v Afghánistánu, další knihy tvoří původní knihovna spolku pro klienty a knihy darované veterány a spřízněnými osobnostmi.
- Zapůjčení knih je bezplatné a výpůjční lhůta je individuální.
- Knihy jsou dostupné v pražském sídle spolku, mohou být do zápůjčky  i zaslány (čtenář hradí poštovné).

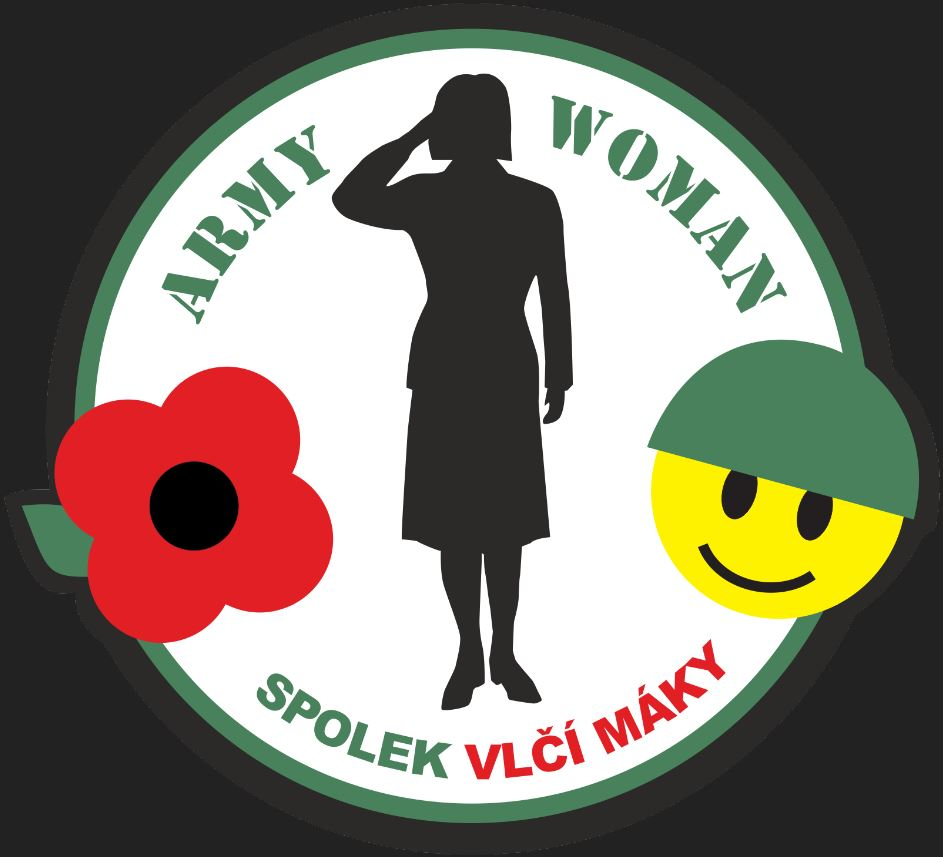
Logo programu Army Woman.

### Army Woman
- Informace a podpora v řešení specifických témat vojákyň, partnerek a matek vojáků.
- Cílem je propojení takových žen, sdílení zkušeností a vzájemná podpora, zejména prostřednictvím facebookové stránky Zpověď ženy vojáka AČR.

### Army Job / Podnikání ve výslužbě
- Pomoc s rozjezdem civilní kariéry.
- Pomoc s tvorbou životopisů, příprava klienta na pracovní pohovor, oslovením potenciálních zaměstnavatelů.
- Součástí je programu Podnikání ve výslužbě - ve svépomocné facebookové skupině si radí veteráni a dobrovolníci se zkušenostmi v oblasti marketingu a účetnictví.

### Daruj výstroj - Army aukce
- Efektivní prodej staré výstroje formou aukce na portálu Armyburza.
- Dražba je anonymní, kontakt na dražitele obdrží spolek.

### Army Kytice
- Doplňkový projekt. Za úkol má pomoci udržení vztahů při odloučení.
- Sleva na zaslání kytice.
- Tuto službu v Česku provozuje společnost Florea.cz.

## Kampaně

### Pomoc Ukrajině
Spolek zorganizoval 3 závozy vybavení pro ukrajinskou armádu v celkové hodnotě 1,5 milionu korun a současně při tom evakuoval 50 osob. Pomoc začala už druhý den po napadení Ukrajiny Ruskem. Pořádá kurzy bojové první pomoci - TCCC pro Ukrajince, kteří se chystají bojovat na Ukrajině.

### Záchrana afghánských tlumočníků AČR
Od roku 2018 mapoval spolek situaci kolem zastavení programu přesídlení zasloužilých afghánských spolupracovníků a tlumočníků českých vojáků do České republiky. Po rychlém ovládnutí země hnutím Tálibán v srpnu 2021 se spolek v rámci iniciativy Zachraňme tlumočníky podílel na zjišťování situace ohrožených tlumočníků a zabezpečování kontaktu s těmito lidmi. Otevřený dopis (e-petici) Zachraňte tlumočníky adresovaný vládě a zákonodárcům podepsali mimo jiné i české významné osobnosti, např. herec Ondřej Vetchý, Jiří Suchý, herečka Iva Janžurová, Eva Holubová, režisér Jan Hřebejk a Jan Svěrák, generál ve výslužbě Petr Pavel, biskup Václav Malý, ředitel o.p.s. ADRA Radomír Špinka a mnoho dalších. Spolek Vlčí máky sehrál významnou roli při záchraně životů afghánských tlumočníků a jejich rodin.

### Vlajky pro veterány

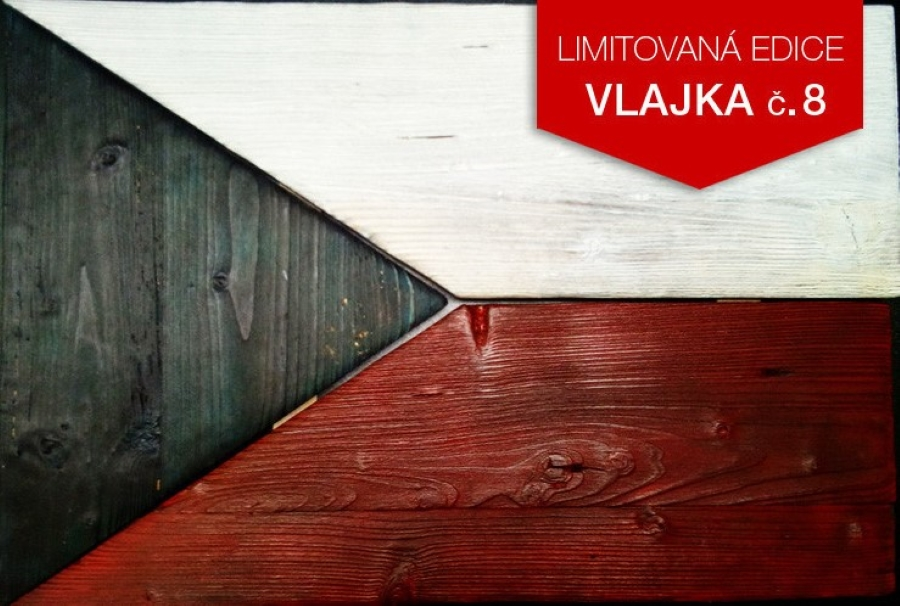
Dřevěná vlajka pro veterány, výtěžek z její aukce je na pomoc veteránům.

Dražby dřevěných vlajek ve prospěch konkrétních klientů pro rychlé financování jeho potřeb. Klient musí doložit využití financí na zlepšení své zdravotní, sociální, právní nebo finanční situace (např. doplatek rehabilitace, rekvalifikační kurz apod.). Výnos dražby se pohybuje kolem 6000 až 15000 Kč. Dražitel je anonymní, po skončení dražby mu je spolkem předána darovací smlouva a vlajka. Vlajky mají rozměr 60x40 cm, vyrobil a věnoval je Ondřej Sochůrek, jde o limitovanou edici.

### Po stopách hrdinů / repre-tým
Účast na pochodech jako osvěta a podpora klientů. Jakub Engelmajer v červnu 2018 ušel sám trasu dlouhou 750 km "SNP" z Dukly na Děvín, během ní vybízel k darům do sbírky Po stopách hrdinů, která vynesla 94808 Kč pro 3 klienty. V květnu 2020 se spolek spojil s Rozběháme Česko, které v době koronaviru vybízelo k "virtuálním běhům" (každý na své trase). Během výročí konce 2. světové války se tak vyběhlo 124 908 Kč, které byly využity na pomoc 2 klientům.

### Komando bez bariér
Bezbariérové přestavby bydlení. Pracují na nich dobrovolníci - zedníci, obkladači, instalatéři z řad příslušníků Aktivní zálohy, vojáci nebo sousedé. Materiál nebo slevu na něj sponzorují např. firmy Rako, Aquatop Rakovník, Metrostav aj.

### Balíčky na hranice
Při pandemii covidu-19 v roce 2020 dobrovolníci, švadleny a "kurýři" z akce #motorkářipomáhají každý víkend zaváželi 40 hraničních přechodů (kde hlídali hranice vojáci, policisté a celníci), s balíčky kávy, čaje, sušenek, roušek                   a ochranných štítů, které Spolek Vlčí máky nechal vyrobit na 3D tiskárně v době, kdy bylo ochranných pomůcek nedostatek. S financováním kampaně pomohla iniciativa Spolu silnější, kterou založil generál Petr Pavel (prezident ČR od roku 2023).

### Den veteránů & píseň Je čas
Osvěta a prodej vlčích máků v různém provedení na mnoha místech České republiky v Den válečných veteránů 11. listopadu. Připnutí máku do klopy vyjadřuje hold válečným veteránům a obětem válek. Na podzim 2020 kvůli covidu-19 byl zakázán přímý prodej máků. K uctění Dne válečných veteránů spolek uvedl spolu s Ministerstvem obrany ČR píseň Je čas od skladatele Tomáše Kympla. Píseň Je čas je šířena pod volnou nekomerční licencí. 

### #100KARLOVI a "velké pomoci"
Kampaň pro získání finanční pomoci a zaplacení rehabilitace v Sanatoriu Klimkovice bývalému vojákovi Karlu Sankotovi.